# پارک (افغانستان)
پارک (به لاتین: Park) یک منطقهٔ مسکونی در افغانستان است که در ولایت بدخشان واقع شده‌است.